# Eide Barge 5
Eide Barge 5 — плавучий кран великої вантажопідйомності, який на початку 21-го століття взяв участь у роботах на кількох офшорних вітрових електростанціях.

## Характеристики
Судно спорудили у 1976 році на німецькій верфі HDW Kiel (місто Кіль). До 1986 року воно діяло під назвою P.8, потім до 1994-го як Eide Barge V, а в 1994—1997 роках використовувалось під іменем La Marquise.
За своїм архітектурно-конструктивним типом судно є понтоном, на якому розмістили чотири крани одиничною вантажопідйомністю 462,5 тони.

## Завдання судна

### Офшорна вітроенергетика
З початком розвитку офшорної вітроенергетики Eide Barge 5 задіяли в роботах на кількох станціях, для яких обрали гравітаційний тип фундаментів (кожна така споруда важить понад 1000 тон).
Першим завдання для судна в новій будівельній галузі стало спорудження в 2000 році ВЕС Міддельгрунден у протоці Ересунн біля Копенгагена, де Eide Barge 5 встановив фундаменти 20 вітрових агрегатів.
В 2003 році кран працював у Балтійському морі південніше острова Лолланн на ВЕС Ністед, де необхідно було спорудити основи для 72 турбін та трансформаторної підстанції.
Ще одним завданням стали роботи на введеній в експлуатацію в 2007 році шведській ВЕС Ліллгрунд у протоці Ересунн (фундаменти для 48 вітрових агрегатів та офшорної підстанції).
2009 року працювало у протоці Великий Бельт на данській ВЕС Спрогьо, яка потребувала 7 фундаментів під турбіни.
Того ж року судно приступило до робіт на станції Родсанд 2 (поряд зі згаданою вище ВЕС Ністед, південніше острова Лолланн). Тут, окрім 90 опор під турбіни, також знадобився додатковий фундамент для офшорної трансформаторної підстанції.